# CD55
CD55 (англ. CD55 molecule (Cromer blood group)) – білок, який кодується однойменним геном, розташованим у людей на короткому плечі 1-ї хромосоми.  Довжина поліпептидного ланцюга білка становить 381 амінокислоту, а молекулярна маса — 41 400.
| 10         |  | 20         |  | 30         |  | 40         |  | 50         |
| ---------- |  | ---------- |  | ---------- |  | ---------- |  | ---------- |
| MTVARPSVPA |  | ALPLLGELPR |  | LLLLVLLCLP |  | AVWGDCGLPP |  | DVPNAQPALE |
| GRTSFPEDTV |  | ITYKCEESFV |  | KIPGEKDSVI |  | CLKGSQWSDI |  | EEFCNRSCEV |
| PTRLNSASLK |  | QPYITQNYFP |  | VGTVVEYECR |  | PGYRREPSLS |  | PKLTCLQNLK |
| WSTAVEFCKK |  | KSCPNPGEIR |  | NGQIDVPGGI |  | LFGATISFSC |  | NTGYKLFGST |
| SSFCLISGSS |  | VQWSDPLPEC |  | REIYCPAPPQ |  | IDNGIIQGER |  | DHYGYRQSVT |
| YACNKGFTMI |  | GEHSIYCTVN |  | NDEGEWSGPP |  | PECRGKSLTS |  | KVPPTVQKPT |
| TVNVPTTEVS |  | PTSQKTTTKT |  | TTPNAQATRS |  | TPVSRTTKHF |  | HETTPNKGSG |
| TTSGTTRLLS |  | GHTCFTLTGL |  | LGTLVTMGLL |  | T          |  |            |

A: Аланін

C: Цистеїн

D: Аспарагінова кислота

E: Глутамінова кислота

F: Фенілаланін

G: Гліцин

H: Гістидин

I: Ізолейцин

K: Лізин

L: Лейцин

M: Метіонін

N: Аспарагін

P: Пролін

Q: Глутамін

R: Аргінін

S: Серин

T: Треонін

V: Валін

W: Триптофан

Кодований геном білок за функціями належить до рецепторів клітини-хазяїна для входу вірусу, рецепторів. 
Задіяний у таких біологічних процесах як імунітет, вроджений імунітет, взаємодія хазяїн-вірус, шлях активації комплементу. 
Локалізований у клітинній мембрані, мембрані.
Також секретований назовні.